# Podlesie, Katowice
Podlesie (tiếng Đức: Podlesche) là một quận của Katowice. Nó có diện tích 8,28 km² và năm 2007 có 5.240 dân.

## Lịch sử
Khu định cư lâu đời nhất trong khu vực mà ngày nay là các quận Piotrowice, Podlesie và Zarzecze là Uniczowy, một ngôi làng đã tồn tại từ thế kỷ thứ 12. Vào thế kỷ 15, Uniczowy bắt đầu vỡ vụn thành ba phần riêng biệt. Podlesie lần đầu tiên được đề cập vào năm 1468 với tên Uniczowy-Podlesie.

Trong những biến động chính trị do Matthias Corvinus gây ra, vùng đất xung quanh Pszczyna đã bị chiếm bởi Casimir II, Công tước xứ Cieszyn, người đã bán nó vào năm 1517 cho các ông trùm Hungary của gia tộc Thurzó, tạo thành quốc gia Pless. Trong tài liệu bán hàng kèm theo ban hành ngày 21 tháng 2 năm 1517, ngôi làng được nhắc đến với tên Podlesy Vnicziowy. Vương quốc Bohemia năm 1526 trở thành một phần của chế độ quân chủ Habsburg. Trong Chiến tranh kế vị Áo, hầu hết Silesia đã bị Vương quốc Phổ chinh phục, bao gồm cả ngôi làng.

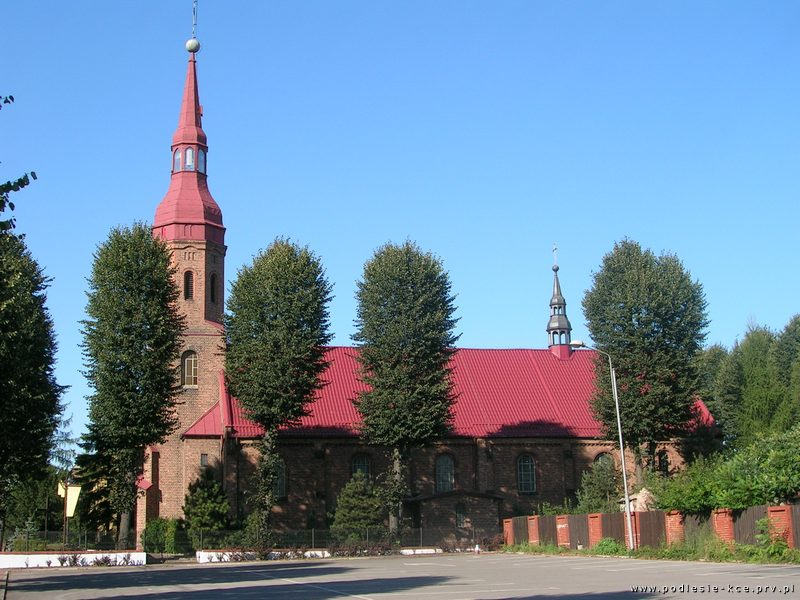
Nhà thờ Saint Mary of Częstochowa, được xây dựng vào năm 1920